# Diferenciační skupina

Schéma některých CD na hematopoetických buňkách

Diferenciační skupina (zkratka CD z angličtiny cluster of differentiation) je označení pro skupinu molekul na buňkách, které mají na povrchu stejnou antigenní determinantu (epitop). Epitopy, a tím i celé buňky, lze identifikovat stejnou monoklonální protilátkou. CD antigeny patří mezi membránové antigeny.
Ve většině případů jsou CD na povrchu hematopoetických buněk, ale je několik výjimek, kdy jsou CD na jiném typu buněk nebo na různých typech buněk.

## Názvosloví
Názvosloví CD bylo navrženo a založeno na konferenci 1st International Workshop and Conference on Human Leukocyte Differentiation Antigens (HLDA) roku 1982 v Paříži. Tento systém byl určen ke klasifikaci mnoha monoklonálních protilátek vyráběných mnoha laboratořemi po celém světě proti různým povrchovým molekulám (antigenům) na leukocytech (bílé krvinky). Později se systém rozšířil na další typy buněk a nyní rozlišujeme více než 250 CD-skupin a podskupin. Kongres přiřadil každou diferenciační skupinu založenou na stejné reaktivitě alespoň jednoho lidského antigenu s alespoň dvěma monoklonálními protilátkami. Prozatímní indikátor „w“ (např. „CDw186“) charakterizuje, že diferenciační skupina je charakterizována zatím pouze jednou monoklonální protilátkou.
Označují se symboly plus (+) a minus (−). Například:
- CD4+ = CD4+ = CD4 pozitivní buňka, tzn. na buňce je CD4 molekula
- CD4− = CD4− = CD4 negativní buňka, tzn. na buňce není CD4 molekula

## Využití
- CD nejsou pouze „značky“ na povrchu buňky. Ne všechny CD molekuly byly důkladně charakterizovány, ale většina z nich poskytuje důležité vlastnosti buňkám, které je nesou.
- Například CD4 a CD8 jsou kriticky důležité pro dráhy nutné k rozpoznávání antigenu. CD4 a CD8 jsou markery hlavně pro dva různé typy T-lymfocytů (CD8 je také na dendritických buňkách). CD4 je specificky rozeznán a váže se na něj virus HIV, což vede k virové infekci a k destrukci CD4+ T-lymfocytů. Relativně vyšší výskyt CD4+ a CD8+ T-lymfocytů se často využívá ke sledování průběhu infekce viru HIV.
- Využití při průtokové cytometrii.

## Seznam CD
- CD4
- CD8
- CD15 – první krevní buňky v kostní dřeni
- CD34
- CD45 – CD45+ hematopetické buňky na endotelu arterií, ale buňky endotelu jsou CD45−.

Progenitory hematopoetických buněk na endotelu arterií u člověka (27.–40. den): CD31+, CD34+, CD43+, CD44+, CD45+, CD164+. Negativní: CD38−. Negativní jenom 24.–26. den: CD34−.